# Jean-Maurice Dehousse
 (février 2024).
Si vous disposez d'ouvrages ou d'articles de référence ou si vous connaissez des sites web de qualité traitant du thème abordé ici, merci de compléter l'article en donnant les références utiles à sa vérifiabilité et en les liant à la section « Notes et références ».
 (avril 2017).
 (février 2023).
Pour les articles homonymes, voir Dehousse.
Jean-Maurice Dehousse, né à Liège le 11 octobre 1936 et mort le 7 février 2023 à Waterloo, premier ministre-président de l'exécutif wallon, est un scientifique, un syndicaliste, une personnalité politique belge et un militant wallon, membre du Parti socialiste.

## Biographie

### Jeunesse et formation
Jean-Maurice Dehousse naît le 11 octobre 1936 à Liège. Il est le fils de Fernand Dehousse et Rita Lejeune. Il fréquente l'école primaire communale du boulevard de la Sauvenière puis l'athénée de Liège (aujourd'hui athénée royal Charles Rogier). C'est là qu'il écrit son premier article, publié dans la critique cinématographique du Belgique Athénée. En dernière année, il obtient une bourse de l'American Field Service et part pour les États-Unis où il va vivre un an en suivant les cours de dernière année de Beverly Hills High School, en Californie, dont il est diplômé.
À son retour, il entre à l'Université de Liège où il commence des études de Philosophie et Lettres et obtient le diplôme de docteur en droit. Il bénéficie d'une bourse pour aller au Centre de Bologne de l'université américaine Johns-Hopkins d'où il sort avec le titre de licencié en hautes études internationales. Après avoir suivi plusieurs étés des cours à l'Académie de droit international de La Haye, il devient successivement élève, assistant puis professeur au Collège d'études fédéralistes, qui organise des sessions d'été en Vallée d'Aoste. Pendant son passage à l'université de Liège, il s'inscrit au théâtre universitaire dirigé par le professeur Jean Hubaux et y monte deux pièces en tant que metteur en scène. C'est au Théâtre universitaire qu'il va rencontrer celle qui deviendra son épouse, Agnès Denis, avec laquelle il aura quatre enfants, dont Renaud Dehousse et Franklin Dehousse.

### Amateur de cinéma et bande dessinée
Dès le temps de ses études, Jean-Maurice Dehousse est également connu comme grand amateur de littérature américaine, de cinéma, et un collectionneur de bande dessinée,,, ce qui lui vaudra de rencontrer de nombreux auteurs dont Hergé (qu'il fera décorer), Joseph Gillain dit Jijé, Edgar P. Jacobs et Jean-Michel Charlier (dont il fera donner le nom à une rue de Liège). Dès 1973, il est à l'instigation des expositions consacrées à la bande dessinée Phylactère 73 et Phylactère 75 à Liège. Comme ministre de la culture, il érige une sous-commission de la bande dessinée qui n'a pas son pareil en Flandre et dont le spécialiste de la bande dessinée Danny De Laet se félicite dans son ouvrage Au-delà du septième art - histoire de la bande dessinée belge. Parmi les nombreuses commissions réunissant professionnels et spécialistes chargées de faire rapport au ministre, l'une d'elle visant à la promotion de la bande dessinée réunit notamment : André Franquin, Yvan Delporte, André Leborgne et Franklin Dehousse.

### Avec Urbain Destrée
Après ses études, Jean-Maurice Dehousse se lance dans la recherche scientifique, comme aspirant au Fonds de la recherche scientifique, puis comme assistant à l'Université de Liège.
Lié avec Urbain Destrée, il anime avec lui l'aile « classique » des Étudiants socialistes où il s'oppose à Jean Gol, futur président du PRL.
Les travaux de Jean-Maurice Dehousse ont une double direction : le droit des organisations internationales d'une part, le fédéralisme en tant que système d'organisation d'autre part. À ce titre, il publie plusieurs articles puis un livre qui est le reflet de sa thèse de doctorat : Les Organisations Internationales : essai de théorie générale.
En 1965, il est nommé chargé de cours à l'Institut supérieur de traducteurs et interprètes à Bruxelles.

### Engagement
Il manifeste un constant engagement dans la marche vers le régionalisme belge et un attachement à la Région wallonne, refusant, par exemple la fusion entre Communauté française et Région wallonne[réf. nécessaire].
Membre du Mouvement populaire wallon (MPW) dès son retour d'Italie en 1961, il gagne la confiance du syndicaliste André Renard qui en fait l'un des deux secrétaires de la Commission politique (avec Claude Yserentant) dans laquelle siègent des parlementaires socialistes comme son père Fernand, des parlementaires communistes comme Jean Terfve et des syndicalistes parmi lesquels André Genot. L'attachement de Jean-Maurice Dehousse au MPW, qu'il ne quittera pas, l'amène par contre à s'opposer à son père lorsque ce dernier quitte le Mouvement avec la plupart des parlementaires socialistes.
Attaché au mouvement syndical, il crée avec ses amis Urbain Destrée et Guy Mathot, et avec plusieurs autres membres socialistes et communistes la première section syndicale du personnel scientifique en Belgique. Remarqué par Jacques Yerna, secrétaire de la Régionale FGTB de Liège-Huy-Waremme, il participe avec ce dernier et Georges Debunne, à l'époque président de la CGSP, à la rédaction d'un « Manifeste FGTB de l'Enseignement Universitaire » où l'on trouve en germe bien des idées popularisées un peu plus tard par le mouvement de Mai 1968.
Jean-Maurice Dehousse et ses amis se lancent dans ce mouvement à Liège, ce qui leur vaut les honneurs de la presse et une apostrophe du recteur de l'époque, Marcel Dubuisson, qui traite Jean-Maurice Dehousse de « Cohn-Bendit régional » et le considère comme un traître à la classe universitaire[réf. nécessaire]. Jean-Maurice Dehousse multiplie les actions en tant que délégué syndical FGTB. Mais le ministre de l'Éducation nationale de l'époque, Abel Dubois, a pris conscience de l'importance du mouvement et convoque une conférence de rénovation universitaire à laquelle il invite l'ensemble des meneurs. Certains de ceux-ci « refusent de se compromettre avec le pouvoir » mais les délégués syndicaux acceptent. C'est à cette conférence que Jean-Maurice Dehousse noue des liens avec des membres d'autres universités et en particulier avec Albert Carton, délégué de la naissante VUB. Contrairement aux espoirs de ses détracteurs, la conférence se termine par un accord dont le point central sera que les conseils d'administration des universités d'État, jusqu'alors composés exclusivement de membres du corps professoral, comporteront désormais aussi des délégués du personnel scientifique, du personnel administratif, technique et ouvrier (PATO) et même des étudiants, ce qui est considéré comme particulièrement insupportable par les professeurs. Jean-Maurice Dehousse fait partie du petit groupe qui rédige ces conclusions et, à la demande du ministre, participe à la rédaction du projet de loi entérinant l'accord, projet de loi que le ministre soumettra promptement au Gouvernement et que le Parlement votera tout aussi promptement.
Lorsque Léo Collard, président du Parti socialiste belge, oblige les mandataires socialistes à choisir entre le parti et le M.P.W., Jean-Maurice Dehousse, qui n'est pas encore mandataire, ne suit pas son père qui quitte le Mouvement. Il y devient au contraire de plus en plus actif.
En 1965, les Socialistes Wallons créent à l'instar de la FGTB wallonne un Comité Permanent des Fédérations Wallonnes dont le Liégeois Joseph-Jean Merlot devient président. Ils proposent aux régionales wallonnes de la FGTB de préparer ensemble un congrès Wallon. Après quelques hésitations, l'idée plait aux syndicalistes et il est décidé de constituer comme d'habitude une série de commissions préparatoires : économie, emploi, agriculture, enseignement… Les syndicalistes ne sont pas en peine de trouver des représentants à envoyer dans ces commissions, qui rejoignent leurs préoccupations générales et leurs activités quotidiennes. Mais qui va siéger dans la commission déjà chargée de préparer la réforme de l'État, commission dont on pressent l'importance et qui sera présidée par le rusé Freddy Terwagne, député socialiste de Huy-Waremme ? Jacques Yerna, secrétaire de la régionale de Liège-Huy-Waremme, qui a travaillé avec Jean-Maurice Dehousse sur le Manifeste Universitaire de la FGTB, et qui de plus milite avec lui au sein de la puissante section liégeoise du parti, va proposer le nom de Jean-Maurice Dehousse à Robert Lambion, successeur d'André Renard comme président de la régionale de Liège et comme directeur du journal syndical La Wallonie. En fait, Robert Lambion n'est pas enthousiaste car il craint la solidarité du fils avec le père. Jacques Yerna le détrompe et, fait rare, se porte garant de son jeune camarade. De son côté, le Président du M.P.W., André Genot, qui se souvient des travaux de la commission politique du M.P.W., ne s'oppose pas à l'opération. Pour sa part, Jean-Maurice Dehousse est conscient de la chance qui lui est donnée et de la confiance qui lui est faite. Celle-ci est pourtant bien délimitée ; il accepte de faire en tout point rapport à Lambion et de se plier fidèlement aux décisions de celui-ci, ce qu'il fera d'ailleurs ponctuellement. Jean-Maurice Dehousse ne s'y trompe pas mais il ignore qu'il signe avec la réforme de l'État un bail qu'il ne finira pas, puisque cette réforme n'est pas achevée quand il quitte le Parlement belge trente ans plus tard, et qui n'est du reste pas achevée en 2010.
Devenu membre de la commission institutionnelle, Jean-Maurice Dehousse fait la connaissance de Freddy Terwagne et de son proche collaborateur René Godefroid, comme Terwagne avocat à Liège. Au cours des longs mois de travail de la Commission, des liens vont se tisser entre les trois hommes.
Au cours de cette période, Jean-Maurice Dehousse prend une large part aux travaux mais reste en contact étroit avec la FGTB wallonne et particulièrement avec Robert Lambion. À aucun moment, il n'y a d'opposition entre les politiques et les syndicalistes, Freddy Terwagne étant doué pour trouver des compromis acceptables et Dehousse l'aidant dans cette tâche. Tous deux partagent le souhait de mettre l'accent sur ce qui rapproche et de jeter un voile sur ce qui divise. Au fil des mois, un projet original prend forme. Le plus souvent, ce sont Godefroid et Dehousse qui tiennent ensemble la plume et permettent ainsi à un rapport de la commission de se construire. Freddy Terwagne introduit aussi Dehousse dans la mécanique de préparation du Congrès. Jean-Maurice Dehousse rencontre ainsi d'abord Joseph-Jean Merlot, député-bourgmestre de Seraing, puis le député-bourgmestre de Flémalle, André Cools. Tous deux suivent de l'extérieur le travail de la Commission, et l'approuvent mais sans participer aux travaux, absorbés par d'autres tâches, notamment la commission économique. Il est décidé par les organisateurs que le congrès se tiendra à Verviers en novembre 1967, et durera trois jours.
Mais les évènements politiques suivent leur cours et Jean-Maurice Dehousse participe au Congrès régionaliste des socialistes wallons de 1967 où il déclare : « Nous disions socialistes d’abord, wallons toujours ! À présent, nous disons : wallons d’abord... ».
Il poursuit sa carrière politique sur le plan national et régional, obtenant différents maroquins ministériels et collaborant à différentes étapes des réformes institutionnelles de la Belgique, mais également sur le plan local, à Liège. Il y est élu conseiller communal en 1976, il en devient bourgmestre en 1994. Il y partage la tête du groupe dit groupe Perron avec José Happart dans les luttes intestines à la fédération liégeoise du PS.
Il démissionne du maïorat pour devenir député européen en 1999. Il se distingue alors par sa virulente[réf. nécessaire] opposition au Traité établissant une constitution pour l'Europe. Il quitte ses fonctions européennes en 2004 et annonce sa retraite politique. Il reste conseiller communal à Liège jusqu'en 2006 et demeure actif au sein du PS.
Abstraction faite de la régionalisation provisoire (1974-1977), il peut être considéré[style à revoir] comme le premier président d’un exécutif officiel de la Région wallonne.

### Décès
Il meurt dans le 7 février 2023 à Waterloo, à l'âge de 86 ans,,.

## Distinctions
- Citoyen d'honneur de Liège (2013)[10]

## Carrière politique

### Mandats
- député de 1971 à 1981 puis de 1992 à 2005
- conseiller communal de Liège de 1977 à 2006[2]
- sénateur de 1981 à 1991
- député wallon en 1995 (mandat auquel il renoncera après la séance inaugurale pour se consacrer à son mandat de bourgmestre)
- député européen de 1999 à 2004[11].

### Fonctions
- 1977-1978 : ministre de la culture française[2] ;
- 1979-1981 : membre du gouvernement belge avec le titre de ministre-président de l'Exécutif régional wallon ;
- 1981-1982 : membre de l'Exécutif régional wallon avec le tire de Ministre de l'Économie régionale et de l'Emploi ;
- 1982-1985 : ministre-président de l'Exécutif régional wallon, chargé de l'Économie ;
- 1992-1994 : ministre fédéral de la politique scientifique[2] ;
- 1995-1999 : bourgmestre de Liège[2].

## Publications
- Jean-Maurice Dehousse, Jacques Hansenne, André Leborgne, De Gillain à Jijé (1914-1949) (interview), in Spécial Jijé, RTP no 33, 1975, p. 21–36.

#### Livres
: document utilisé comme source pour la rédaction de cet article.
- Claude Moliterni, Histoire mondiale de la bande dessinée, P. Horay, 1989, 315 p., ill. ; 37 cm (ISBN 9782705801656 et 2705801650, OCLC 300909966, présentation en ligne), p. 169.  lire sur Google Livres

### Vidéographie
- [vidéo] « Jean-Maurice Dehousse : "Oser. Plus loin, plus vite" », sur YouTube, 1er octobre 2012
- [vidéo] « Jean-Maurice Dehousse : La réforme de l'État est un son et lumière », sur YouTube, 11 juin 2014
- [vidéo] « Jean Maurice Dehousse - Les réformes de l'État », sur YouTube, 19 septembre 2014